# 육군보병학교 (대한민국)
육군보병학교(陸軍步兵學校, Army Infantry School)는 대한민국의 군사교육기관으로, 전라남도 장성군에 있다.

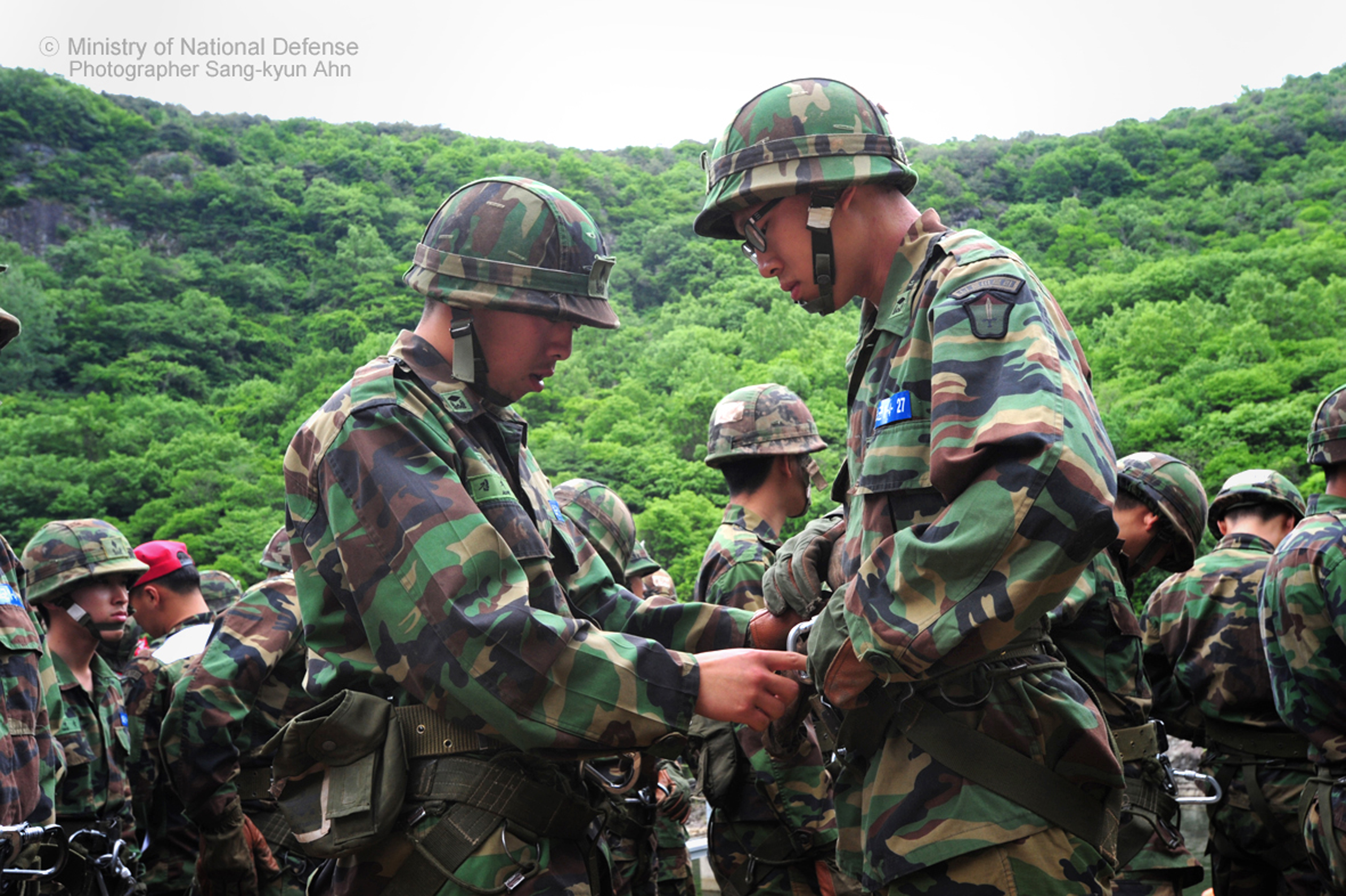
육군보병학교에 입교하여 유격훈련을 받고 있는 초임장교들의 모습

## 지휘관
육군보병학교장은 소장급 보직으로서 전역을 앞두거나 중장 진급에 실패한 소장들이 거의 마지막으로 취임하게 되는 자리이기 때문에 통상 전역대기직으로 평가되고 있다. 그 이유는 1999년 정수성 육군 보병학교장이 중장으로 진급한 이래 육군보병학교장이 중장으로 진급한 사례가 아예 없기 때문이다. 따라서 육군보병학교장은 대한민국 국군 장성급 장교 보직 중에서 가장 한직이다. 심지어 이보다 계급이 낮은 준장 보직인 육군특수전사령부 여단장보다도 더욱 한직이다.
주로 장성급 장교의 자질은 없지만 모종의 사유로 소장까지 진급한 인원이거나 승승장구하던 장성이지만 보직해임을 당해서 보병학교장으로 좌천되는 인원 등 대한민국 국군에서 더 이상 진급할 가능성이 희박한 육군 보병 소장을 전역하기 직전에 보직시킨다.
육군기계화학교, 육군공병학교, 육군포병학교 등과 함께 상무대로 통칭되기 때문에 육군보병학교장은 상무대 통합방호사령관을 겸직한다. 상무대 통합방호사령관을 겸직하는 이유로 육군보병학교장은 전시가 되면(정확히는 조선인민군이 전라북도 전주시 이남까지 내려오면) 중장으로 격상되지만, 문제는 부대 위치가 전라남도 장성군인 탓에, 이 위치까지 조선인민군이 도달했다는 것은 이미 적화통일이 확정되었음을 의미하므로 상무대 통합방호사령관은 그냥 이름 뿐인 보직이며 각 병과학교장들 중에서 리더라는 것 말고는 아무 의미가 없는, 사실상 유령 보직이다.
대한민국 육군 소장 보직으로 2000년 1월 1일 이래로 현재까지 육군보병학교장 중에서 중장으로 진급한 사람은 아무도 없다.
이런 보직의 특성 상 다른 보직이 공석이 되면 육군보병학교장이 직무대리로 파견가는 일이 많은데 일례로 이전 육군보병학교장 중 한 명인 박원호 소장(육사 46기)은 손식 중장(육사 47기)이 육군특수전사령관 임기 도중 대장에 진급해서 지상작전사령관으로 영전하자 육군특수전사령관 직무대리로 파견갔다.

## 교육 운영 체제
육군기계화학교, 육군공병학교, 육군포병학교 등과 함께 상무대로 통칭된다. 초급 보병 장교를 교육한다. 초급간부의 산실이자 대한민국 국방의 중추로 기능해왔다는 평가가 있다. 표어는 "나를 따르라"이다.
주둔지 기준 제주도 이외의 모든 군부대 중 최후방에 위치한 덕분에 복무 여건은 군대라고 말하기가 민망할 정도로 편해서 천당에 비견되는 수준으로 군기가 약하다. 보병 장교가 소위로 임관하자마자 이곳으로 바로 입교하는  신임장교 지휘참모과정이 장교, 준사관,  부사관, 병사 모두를 통털어 가장 편안한 군복무로 어지간한 일반 대학교만큼 편안하고 널럴하다.

## 역사
- 1947년 미군정청 산하 조선경비보병학교를 서울에 설치(1947년 3월 1일).
- 1947년 국내경비부 산하 통위부 보병학교를 서울에 설치(1947년 6월 10일).
- 1947년 국내경비부 산하 육군종합행정학교를 서울에 설치(1947년 8월 15일).
- 1949년 국방부 보병학교를 서울에 설치(1949년 1월 3일).
- 1949년 국방부 호국군행정학교를 서울에 설치(1949년 1월 16일).
- 1949년 호국군사관학교를 서울에 설치(1949년 1월 21일).
- 1949년 육군호국사관학교를 서울에 설치(1949년 2월 23일).
- 1949년 경상북도 대구에 국방부 헌병학교를 설립(1949년 3월 1일).
- 1949년 경기도 시흥에 육군헌병학교를 설립(1949년 4월 26일).
- 1949년 서울에 육군정보학교를 설립(1949년 5월 20일).
- 1949년 충청남도 대전에 육군정훈학교 설립(1949년 6월 1일).
- 1949년 전라남도 광주에 육군행정학교를 설립(1949년 6월 10일).
- 1949년 조선경비보병학교, 통위부 보병학교, 육군종합행정학교, 국방부 보병학교, 국방부 호국군행정학교, 호국군사관학교, 육군호국사관학교를 모두 육군본부 직할로 통폐합하여 경기도 시흥에 육군보병학교로 재설립(1949년 7월 29일). 이후 육군보병학교를 광주 상무대 지구로 이동하였고 그 후 전라남도 장성군으로 다시 이동.
- 1949년 전라남도 장성에 육군경리학교를 설립(1949년 8월 1일).
- 1949년 서울에 육군부관학교를 설립(1949년 8월 15일).
- 1950년 경기도 시흥에 육군고급부관학교를 설립(1950년 1월 21일).
- 1950년 경기도 시흥에 제병협동본부 보병학교를 설립(1950년 3월 1일).
- 1950년 서울에 국방부 여자배속장교훈련학교를 설립(1950년 3월 1일).
- 1950년 서울에 육군종합학교(육군종합학교는 한국 전쟁 당시 육군전시사관학교 역할을 한 임시군사교육기관이며 육종이라 약칭)를 설립(1950년 8월 1일).
- 1952년 제병협동본부 보병학교와 육군종합학교가 육군보병학교에 통폐합됨(1952년 8월 1일).
- 1958년 국방부 여자배속장교훈련학교, 국방육군헌병학교가 육군보병학교에 통폐합됨(1958년 8월 1일).
- 1964년 서울에 중앙정보학교를 설립(1964년 8월 15일).
- 1968년 경기도 고양에 육군종합행정학교 설립(1968년 10월 15일)
- 1968년 경상남도 창원에 육군2사관학교(일반군사학반과 보병학반을 설치) 설립(1968년 10월 15일).
- 1968년 경상북도 영천에 육군3사관학교 설립(1968년 10월 15일).
- 1969년 중앙정보학교가 육군종합행정학교에 통폐합됨(1969년 3월 1일).
- 1970년 육군정보학교, 육군부관학교, 육군고급부관학교, 육군정훈학교, 육군행정학교, 육군경리학교가 모두 육군종합행정학교에 통폐합됨(1970년 10월 1일).
- 1972년 육군2사관학교 보병학반이 육군보병학교에 통폐합됨(1972년 4월 26일).

## 교육 과정
상무대 내 있는 타 병과학교와는 달리 부사관과 사병 후반기 과정은 없으며 보병 병과 부사관은 육군부사관학교(특전부사관은 특전교육단)에서 초/중/고급반 교육을 담당한다.
- 장교 과정
  - 고등군사반: 중대장 보직을 앞둔 보병 대위 및 대위 진급 예정자를 대상으로 한다. 고군반은 성적에 따라 자대가 배치된다. 상, 중상, 중으로 구분되며 중 성적을 받으면 상비사단 일반여단으로 갈 수 없다. 중 성적을 받으면 갈 수 있는 부대가 향토사단, 특전사[3], 사단 직할 보충중대[4]밖에 없다.
  - 초등군사반: 소대장 보직을 앞둔 갓 임관한 보병 소위를 대상으로 한다.
    - 상비사단반
    - 향토사단/육군직할부대반
    - 특전/특공/수색부대반
    - 화기반
- 예비역과정
  - 예비역 장교 과정

## 같이 보기
- 분류:육군보병학교 동문
- 상무대
  - 육군포병학교
  - 육군기계화학교
  - 육군공병학교
  - 육군화생방학교
- 제2사관학교
- 대한민국 육군3사관학교
- 미국 육군보병학교